# 大雲寺前停留場
大雲寺前停留場（だいうんじまえていりゅうじょう）は岡山県岡山市北区中央町および表町三丁目にある岡山電気軌道清輝橋線の停留場である。駅番号はS07。

## 歴史
- 1928年（昭和3年）3月18日：柳川 - 当駅間の開通と同時に大雲寺町停留場として開業。
- 1938年（昭和13年）2月7日：移設。
- 1970年（昭和45年）11月1日：大雲寺前停留場に改称。

## 構造
島式ホーム1面2線。

## 周辺

### 施設など

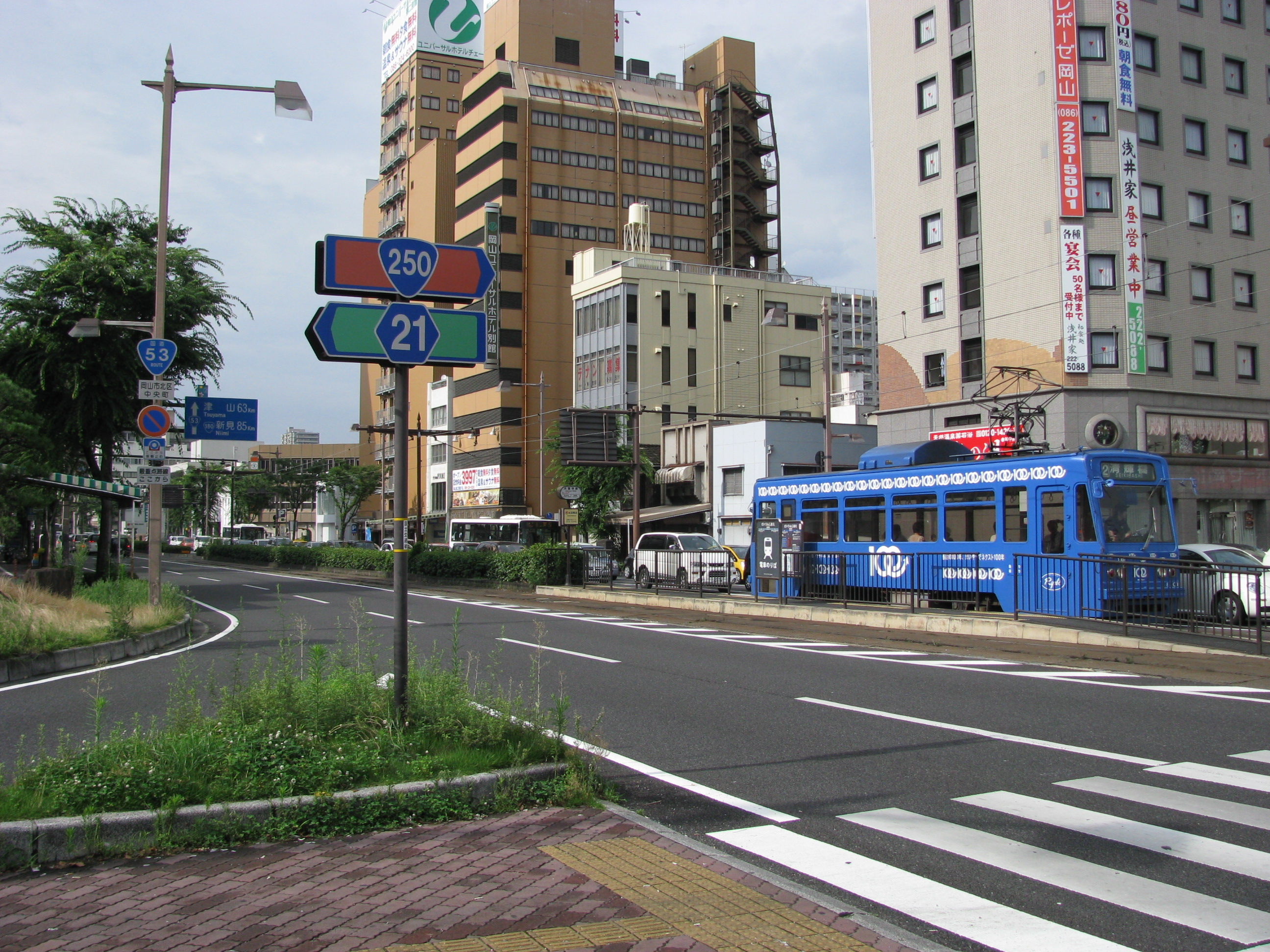
国道53号と停留場

- 岡電バス・両備バス・下電バス「大雲寺前」バス停
- 大雲寺
- 岡山芸術創造劇場ハレノワ
- ダスキン岡山中央センター
- 木下サーカス本社
- 岡山ユニバーサルホテル

### 大雲寺交差点
| 国道30号標識 | 国道53号標識 | 国道180号標識 | 国道250号標識 | 岡山県道21号標識 | 岡山県道162号標識 |

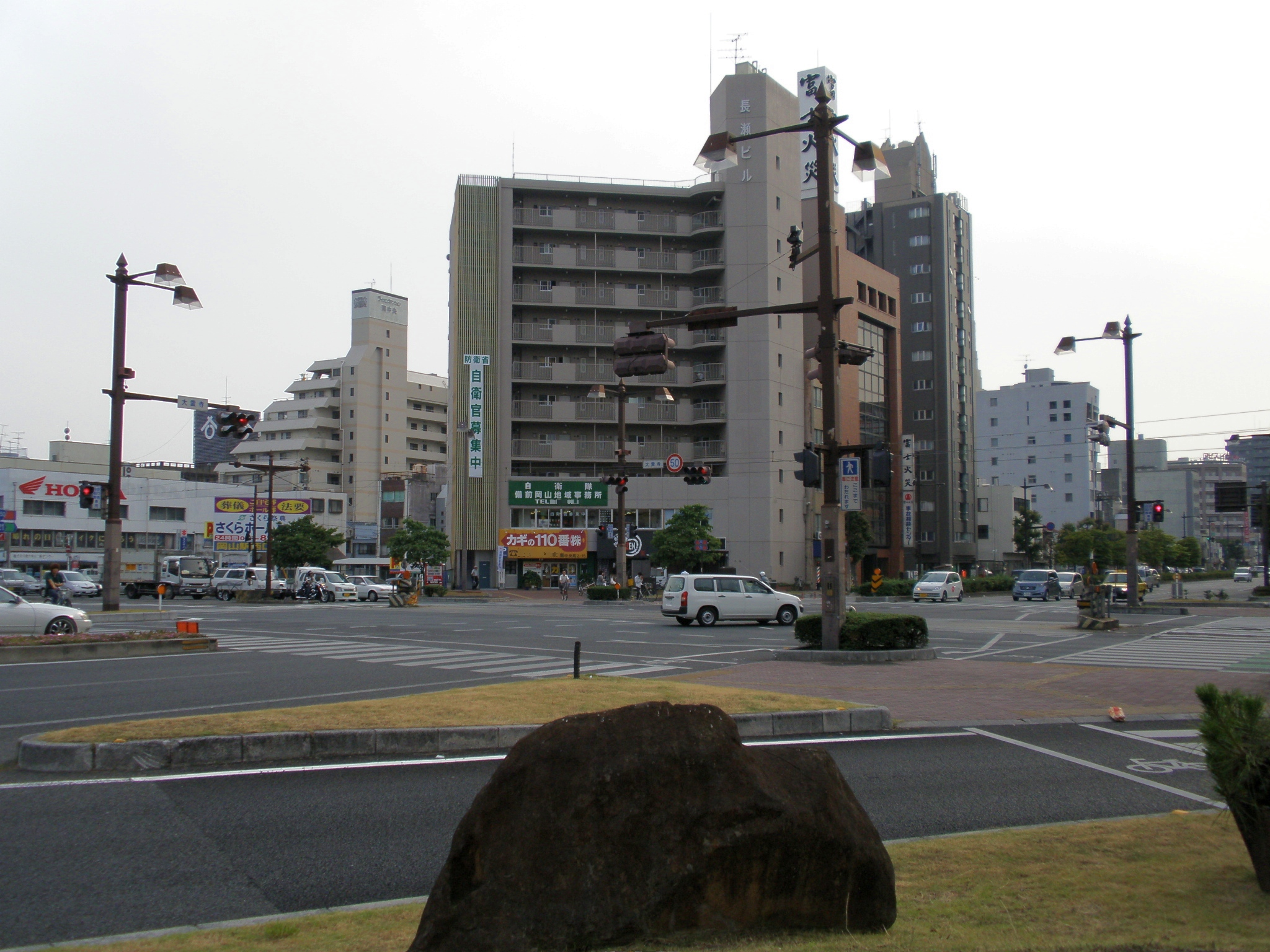
大雲寺交差点

大雲寺交差点は、岡山県岡山市北区東中央町にある一般国道、岡山県の主要地方道・一般県道の起・終点となっている交差点である。
起点
- ↓国道30号
- ↑国道53号（柳川筋）
- ↑国道180号（柳川筋）
- ←岡山県道21号岡山児島線（※旧国道2号）
- ←岡山県道162号岡山倉敷線（※同上）

終点
- →国道250号（東山通り）（※旧国道2号）

## 隣の停留場
岡山電気軌道
■清輝橋線
新西大寺町筋停留場 (S06) - 大雲寺前停留場 (S07) - 東中央町停留場 (S08)